# Timonius cuneatus
Timonius cuneatus är en måreväxtart som beskrevs av Otto Warburg. Timonius cuneatus ingår i släktet Timonius och familjen måreväxter. Inga underarter finns listade i Catalogue of Life.